# 남산 (순천)
남산(南山) 또는 인제산은 전라남도 순천시에 있는 해발 346.2m의 산이다.

## 방송 송신 시설
| 디지털TV  |                   |          |          |        |                                                  |
| 가상채널  | 방송국명          | 호출부호 | 물리채널 | 출력   | 가시청권                                         |
| CH 6-1    | KBC 광주방송 DTV  | HLDH-DTV | CH 42    | 0.09㎾ | 여수, 순천 일부, 광양 일부, 고흥 일부, 보성 일부 |
| CH 7-1    | KBS순천 DTV2      | HLAA-DTV | CH 40    | 0.09㎾ | 여수, 순천 일부, 광양 일부, 고흥 일부, 보성 일부 |
| CH 9-1    | KBS순천 DTV1      | HLCY-DTV | CH 34    | 0.09㎾ | 여수, 순천 일부, 광양 일부, 고흥 일부, 보성 일부 |
| CH 10-1   | EBS DTV           | HLQL-DTV | CH 41    | 0.09㎾ | 여수, 순천 일부, 광양 일부, 고흥 일부, 보성 일부 |
| CH 11-1   | 여수MBC DTV       | HLAT-DTV | CH 14    | 0.09㎾ | 여수, 순천 일부, 광양 일부, 고흥 일부, 보성 일부 |
| FM 라디오 |                   |          |          |        |                                                  |
| 채널      | 방송국명          | 호출부호 |          | 출력   | 가시청권                                         |
| 88.7MHz   | 순천KBS 제1라디오 | HLCY-SFM |          | 0.5kW  | 여수, 순천 일부, 광양 일부, 고흥 일부, 보성 일부 |
| 89.5MHz   | 전남CBS 표준FM    | HLCL-FM  |          | 0.1㎾  | 여수, 순천 일부, 광양 일부, 고흥 일부, 보성 일부 |
| 100.3MHz  | 여수MBC 표준FM    | HLAT-SFM |          | 1㎾    | 여수, 순천 일부, 광양 일부, 고흥 일부, 보성 일부 |
| 102.7MHz  | 순천KBS 해피FM    | HLKZ-SFM |          | 1㎾    | 여수, 순천 일부, 광양 일부, 고흥 일부, 보성 일부 |